# Lamentació sobre la destrucció d'Ur
La Lamentació sobre la destrucció d'Ur, o El lament per Ur és un poema sumeri escrit en forma de lament al voltant de l'època de la caiguda d'Ur en mans dels elamites, que va marcar el final de la Tercera dinastia de la ciutat cap a l'any 2000 aC.
Forma part d'una sèrie de «Laments» que es van escriure amb motiu de la caiguda de diverses ciutats en mans enemigues i la seva destrucció. El contingut es presenta com la lamentació de la divinitat tutelar de la ciutat al veure les seves ruïnes.
Se'n coneixen cinc. Els altres Laments són:
- El Lament per Sumer i Ur.
- El Lament per Nippur.
- El Lament per Eridu.
- El Lament per Uruk.

El Llibre de les lamentacions de l'Antic Testament, que es lamenta de la destrucció de Jerusalem per Nabucodonosor II de Babilònia al segle vi aC, és semblant en estil i en temàtica a aquests laments escrits en època molt anterior a Mesopotàmia. Es poden trobar «Laments» similars al Llibre de Jeremies, al Llibre d'Ezequiel i al Llibre dels Salms.

## Argument
El lament està format per quatre-cents trenta-vuit versos repartits en onze kirugu (seccions), cada una amb estrofes de sis versos. Explica que la deessa Ningal plora per la seva ciutat i suplica al déu Enlil que no torni a provocar una tempesta destructiva sobre Ur. Enmig de les lamentacions de la deessa hi ha intercalats altres temes, possiblement de diferent procedència i composició, que descriuen com Ur s'ha convertit en una ciutat fantasma, expliquen la ira que acompanyava la tempesta que havia enviat Enlil i invoquen la protecció del déu Nanna (Nergal o Suen) contra altres futures calamitats. Ningal, l'esposa del déu de la lluna Nanna, segueix recordant la seva petició als pares dels déus, An i Enlil, perquè canviïn d'opinió i no destrueixin Ur, en una oració que fa primer en privat i després en un discurs a l'assemblea d'Anunnaki.
El consell de déus va decidir que la Tercera dinastia d'Ur, que havia regnat durant uns cent anys, ja havia complert el seu destí i havia d'acabar. Els elamites invasors es van apoderar del tresor del temple i Ur, que havia estatel centre de poder de Sumer va perdre la seva capitalitat en benefici d'Isin, i el control del comerç a Ur va passar a diverses famílies dirigents de la nova capital.